# Peraglyphis confusana
Peraglyphis confusana es una especie de polilla del género Peraglyphis, subfamilia Tortricinae, orden Lepidoptera.

## Distribución
Se distribuye por Australia (Nueva Gales del Sur).

## Taxonomía
Fue descrita por Walker en 1863 y publicada en List Specimens lepid. Insects Colln. Br. Mus 28: 381.